# Nino Barbantini
Nino Barbantini, nato Eugenio Barbantini (Ferrara, 5 luglio 1884 – Ferrara, 17 dicembre 1952), è stato un critico d'arte e museografo italiano.

## Biografia
Si laureò in Giurisprudenza all'Università di Ferrara ma fin dai primi anni del Novecento indirizzò i suoi interessi verso le arti collaborando con diversi periodici ferraresi e con Ferrariae Decus - Società per la tutela dei monumenti storici e d'arte, associazione fondata nel 1906 da Giuseppe Agnelli il quale incise profondamente sugli orientamenti artistici giovanili di Barbantini.
Iniziò quindi ad interessarsi della materia che più gli stava a cuore e nel 1907 divenne segretario della Esposizione permanente d'arti e industrie veneziane.
Decise allora che la sua attività futura sarebbe stata dedicata all'arte e pensò di trasferirsi a Venezia che era uno dei centri più importanti all'epoca. Ivi si stabilì a Ca' Pesaro dove, nel 1908, organizzò una mostra dedicata ai giovanni pittori, denominata Bevilacqua La Masa. Nell'ambito di questa manifestazione, in circa un quinquennio, vennero realizzate numerose mostre che concorsero a mettere in luce il talento di giovani pittori come Gino Rossi, Felice Casorati ed altri.
Dopo aver combattuto nella prima guerra mondiale, rientrò a Venezia e decise di approfondire le sue conoscenze sulla pittura veneta del XIX secolo.
A seguito dell'autorevolezza da lui acquisita, ricevette dalla Biennale di Venezia, nel 1926, l'incarico di approntare una mostra antologica di Giovanni Segantini. Nino Barbantini fu "protettore", a Venezia, di molti suoi concittadini artisti che sbarcavano in laguna per studiare o dipingere, fra cui Galileo Cattabriga. Nella città veneta, Barbantini fu il fulcro di un gruppo di artisti che il giovedì si ritrovava al Caffè dell'Angelo, dove periodicamente venivano esposte alcune opere d'arte.
Il suo nome iniziò ad essere conosciuto anche al di fuori di Venezia e nel 1933 ricevette l'incarico dalla sua città natale, di organizzare al Palazzo dei Diamanti una mostra sulla pittura estense del rinascimento.
Nel 1935 allestì a Ca' Pesaro la mostra su Tiziano e nel 1937 quella su Tintoretto.
Dopo un'intensa attività di allestimento di altre manifestazioni, fra le quali il Museo del settecento veneziano a Ca' Rezzonico, nel 1948 realizzò una mostra retrospettiva sull'opera di Gino Rossi.
Dal 1949 al 1952 curò, per la famiglia Barnabò, sotto la sua supervisione il radicale restauro di Palazzo Malipiero che restituì definitivamente al Palazzo, al suo interno ed al suo unico giardino, l'antico aspetto arredandolo di collezioni da lui personalmente scelte e suggerite ai Barnabò sin dagli anni '30.
Nel 1951 divenne presidente della Fondazione Giorgio Cini e in quella veste organizzò, l'anno seguente a Palazzo Ducale, l'assemblea della Società europea di cultura.
Questa fu l'ultima sua attività prima della morte che lo colse nel dicembre dello stesso anno. La sua salma venne inumata nella Certosa di Ferrara.